# Alexandria (ort i Jamaica)
Alexandria är en ort i Jamaica.   Den ligger i parishen Parish of Saint Ann, i den centrala delen av landet, 70 km nordväst om huvudstaden Kingston. Alexandria ligger 608 meter över havet och antalet invånare är 1 927. Den ligger på ön Jamaica.
Terrängen runt Alexandria är varierad. Runt Alexandria är det ganska tätbefolkat, med 134 invånare per kvadratkilometer. Närmaste större samhälle är Runaway Bay, 17,0 km norr om Alexandria. Omgivningarna runt Alexandria är en mosaik av jordbruksmark och naturlig växtlighet.